# Tripoli (Grèce)
Pour les articles homonymes, voir Tripoli.
Tripoli (grec : Τρίπολη, Trípoli ou Τρίπολις, Trípolis), anciennement Tripolitsa, Tripolitza, Tripolizzá ou Tropolitzá (grec : Τριπολιτσά), est le chef-lieu du district régional d'Arcadie dans le centre de la péninsule du Péloponnèse, au pied du mont Apano-Khrépa (massif du Ménale), au milieu d'une plaine fertile.
De nos jours, Tripoli est la capitale de la périphérie (région administrative) du Péloponnèse, ainsi que le siège de l'université du Péloponnèse.

## Histoire
La ville fut fondée vers le XIVe siècle. Son nom a parfois été compris comme faisant allusion à trois villes antiques abandonnées (selon les versions : Mantinée, Tégée et Pallantion ; Nestani, Mouchli et Thana… ou d'autres variantes), mais il s'agit d'une parétymologie. Au Moyen Âge, elle apparaît sous les noms de Dobrolica (selon les interprétations « bon lieu » ou « ville aux chênes » en slave), de Drobolitsa (« morcelée, fragmentée, partagée » en valaque), de Tripolizza pour les Génois et les Vénitiens au XVIIe siècle, et de Tarabolu pour les Turcs.
Lors de la Guerre de Morée (1684-1699), elle est prise par les Vénitiens qui la conservent jusqu'à sa reprise par les Ottomans en 1715 pendant la guerre vénéto-ottomane de 1714-1718. En 1770, pendant la révolte d'Orlov, la ville alors en majorité turque est assiégée par les insurgés grecs mais le siège est levé grâce aux mercenaires albanais de l'armée ottomane qui tuent 3 000 Grecs tripolitsiotes. Les Ottomans en font la capitale du pachalik de Morée, parfois appelé pachalik de Tarabolu : de nombreux Turcs s'y installent ainsi qu'une communauté juive séfarade et des juifs convertis à l'islam qui s'ajoutent aux juifs grecs locaux.
Lors de la guerre d'indépendance grecque, la ville est assiégée par les troupes de Theódoros Kolokotrónis qui la prend le 5 octobre 1821 : les habitants musulmans et séfarades sont alors massacrés. L'armée turco-égyptienne d'Ibrahim Pacha la reprend en juin 1825 et la fait raser en 1828. Elle est reconstruite par la Grèce indépendante sous le nom de Tripolis. Elle devient la capitale du district régional d'Arcadie.

## Démographie
| Année | Population | Augmentation | Population de l'agglomération | Augmentation |
| ----- | ---------- | ------------ | ----------------------------- | ------------ |
| 1911  | 10 789     |              |                               |              |
| 1981  | 21 337     | 97,76 %      |                               |              |
| 1991  | 22 429     | 5,12 %       | 26 432                        |              |
| 2001  | 25 520     | 13,78 %      | 28 976                        | 9,62 %       |
| 2011  | 30 912     |              | 33 785                        |              |